# Joel Whitburn
Joel Carver Whitburn (* 29. November 1939 in Wauwatosa, Wisconsin; † 14. Juni 2022 in Menomonee Falls, Wisconsin) war ein US-amerikanischer Sachbuchautor. Bekannt ist er für seine umfangreichen Auswertungen der US-amerikanischen Musikcharts, die als Standardwerke über die Billboard-Charts gelten.

## Biografie
Als Teenager begann Joel Whitburn mit dem Sammeln von Schallplatten. Mit Karteikarten verwaltete er seine Sammlung und ergänzte darauf weitere Informationen. Ab 1953 abonnierte er das Billboard-Magazin und vermerkte zusätzlich die Platzierungen der Singles und Alben in den US-Charts. Da er auch Karten für Schallplatten anlegte, die er noch nicht besaß, entstand so eine vollständige Sammlung von Chartdaten.
Beruflich hatte er später ebenfalls im Musikbereich zu tun und arbeitete in den 60er Jahren für das Label RCA. Als er sich mit Radiomoderatoren über sein Hobby unterhielt, kam er auf die Idee, sein Wissen für die Fachleute in Buchform zu veröffentlichen. In fünfjähriger Arbeit vervollständigte er seine Daten und stellte die Top Pop Singles 1955-1969 zusammen. Er gründete mit Record Research einen eigenen Verlag und veröffentlichte 1970 den ersten Band zum Preis von 50 USD. Das Buch stieß auf großes Interesse und verkaufte mehr als 15 000 Exemplare.
Von da an wurden die Bücher in gewissen Abständen aktualisiert, es kamen weitere Auswertungen auch von anderen Charts und aus früheren Zeiten sowie Bücher mit ausführlichen Informationen zu Charthits hinzu. Über 130 verschiedene Bücher veröffentlichte Whitburn seitdem. Er arbeitete offiziell mit Billboard zusammen und besaß eine exklusive Lizenz von dem Chartunternehmen. In Zusammenarbeit mit Rhino Records erschien außerdem eine Serie von über 150 CDs mit Billboard-Charthits, die Whitburn zusammengestellt hatte.
Joel Whitburn besaß eine umfangreiche Schallplattensammlung, die als eine der vollständigsten Sammlungen populärer US-amerikanischer Musik galt und auf einen Wert von über 4 Millionen USD geschätzt wurde. Unter anderem enthielt sie jede Single, die jemals in den Billboard Hot 100 vertreten war. Whitburn hatte für seine Sammlung von über 150 000 Tonträgern in seinem Haus eigens ein brandgeschütztes Gewölbe anlegen lassen.
Whitburn gehörte dem Komitee der Rock and Roll Hall of Fame an, das über die Aufnahme von Künstlern und musikalischen Werken in die Ruhmeshalle entscheidet.
Er verstarb am 14. Juni 2022 im Alter von 82 Jahren.

## Werke
Zu den bekanntesten Buchveröffentlichungen von Joel Whitburn gehören:
- Top Pop Singles
- Top Pop Albums
- The Billboard Book of Top 40 Hits
- The Billboard Book of Top 40 Albums
- Billboard Hot 100 Charts (nach Jahrzehnt)
- The Billboard Book of Top 40 Country Hits
- The Billboard Book of Top 40 R&B and Hip-Hop Hits
- Billboard Music Yearbook (nach Jahr)
- Billboard Top 1000 Hits of the Rock Era

Zu den Album-/CD-Serien mit seiner Beteiligung gehören:
- Billboard Top Pop Hits (nach Jahr)
- Billboard Top Rock ’n’ Roll Hits (nach Jahr)
- Billboard Top R&B Hits (nach Jahr)
- Billboard Top Dance Hits (nach Jahr)
- Billboards #1’s (nach Jahrzehnt)
- Joel Whitburn Presents: Top Pop Treasures (nach Jahr)